# Spathanthus bicolor
Spathanthus bicolor är en gräsväxtart som beskrevs av Adolpho Ducke. Spathanthus bicolor ingår i släktet Spathanthus och familjen Rapateaceae. Inga underarter finns listade i Catalogue of Life.